# Patrick Chauvet

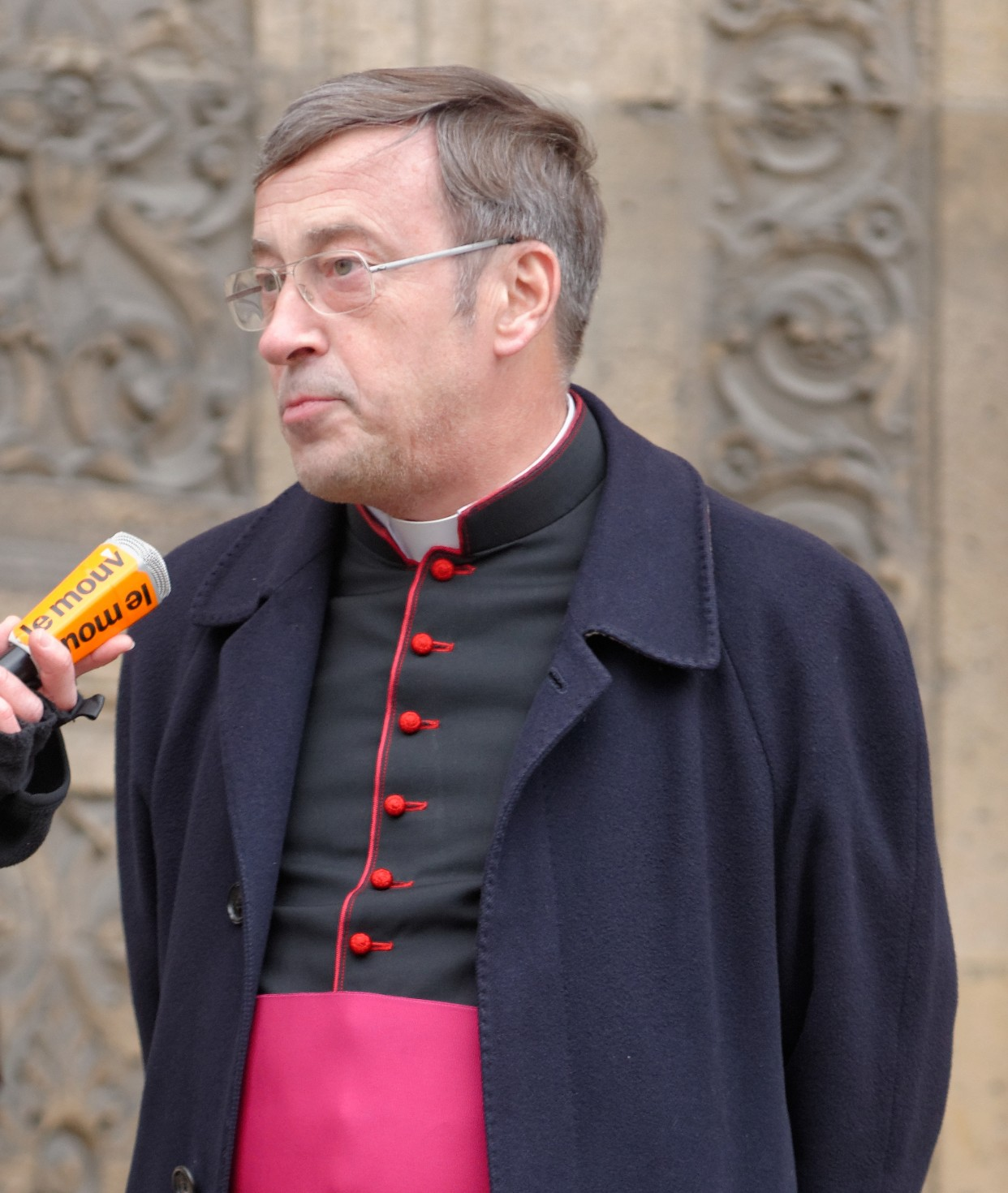
Patrick Chauvet bei einem Interview

Patrick Chauvet (* 11. Oktober 1951 in Paris) ist ein französischer katholischer Priester. Er war zum Zeitpunkt des Großbrandes in der Kathedrale Notre-Dame de Paris Erzpriester der Kathedrale und Dekan des Kathedral- und Metropolitankapitels.

## Biografie
Patrick Chauvet empfing 1980 das Sakrament der Priesterweihe für das Erzbistum Paris durch Erzbischof François Marty. Am 1. September 2003 wurde er zum Generalvikar der Erzdiözese Paris ernannt.
Im Juni 2016 wurde er mit Wirkung zum 1. September 2016 zum „Erzpriester der Metropolitanbasilika Notre-Dame de Paris“ ernannt. Am Samstag, den 14. Januar 2017, ernannte ihn Papst Franziskus zum Berater der Kongregation für den Gottesdienst und die Sakramentenordnung.
Am 25. August 2022 gab er sein Amt als Erzpriester der Metropolitanbasilika Notre-Dame de Paris und als Domdekan der Kathedrale auf.
Sein Nachfolger ist seit dem 4. September 2022 Mgr. Olivier Ribadeau Dumas.
Patrick Chauvet ist seitdem Pfarrer der La-Madeleine-Kirche in Paris.